# Габріела Хмелінова
Габріела Хмелінова (чеськ. Gabriela Chmelinová; нар. 2 червня 1976) — колишня чеська тенісистка.
Найвищу одиночну позицію світового рейтингу — 258 місце досягла 23 червня 2003, парну — 32 місце — 25 липня 2005 року.
Здобула 6 одиночних та 55 парних титулів туру ITF.
Найвищим досягненням на турнірах Великого шолома було 2 коло в парному розряді.
Завершила кар'єру 2008 року.

## Фінали турнірів WTA

### Парний розряд: 6 (6 поразок)
| Легенда                                |
| -------------------------------------- |
| Турніри Великого шолома (0–0)          |
| Tier I / Premier M & Premier 5 (0–0)   |
| Tier II / Premier (0–1)                |
| Tier III, IV & V / International (0–5) |

| Фінали за покриттям |
| ------------------- |
| Тверде (0–1)        |
| Ґрунт (0–4)         |
| Трава (0–0)         |
| Килим (0–1)         |

| Результат | Дата            | Турнір                                                     | Покриття  | Партнерка           | Суперниці                             | Рахунок            |
| --------- | --------------- | ---------------------------------------------------------- | --------- | ------------------- | ------------------------------------- | ------------------ |
| Поразка   | 1 березня 2004  | Abierto Mexicano TELCEL, Acapulco                          | Ґрунт     | Ольга Благотова     | Ліза Макші Мілагрос Секера            | 6–2, 6–7(5–7), 4–6 |
| Поразка   | 12 березня 2004 | Estoril Open, Португалія                                   | Ґрунт     | Ольга Благотова     | Еммануель Гальярді Жанетта Гусарова   | 3–6, 2–6           |
| Поразка   | 10 січня 2005   | Richard Luton Properties Canberra International, Австралія | Тверде    | Міхаела Паштікова   | Татьяна Гарбін Тіна Кріжан            | 5–7, 6–1, 4–6      |
| Поразка   | 11 липня 2005   | Internazionali di Modena 2005, Італія                      | Ґрунт     | Міхаела Паштікова   | Юлія Бейгельзимер Мервана Югич-Салкич | 2–6, 0–6           |
| Поразка   | 5 лютого 2007   | Open GDF Suez, Paris                                       | Килим (i) | Владіміра Угліржова | Кара Блек Лізель Губер                | 2–6, 0–6           |
| Поразка   | 23 квітня 2007  | Budapest Grand Prix, Угорщина                              | Ґрунт     | Мартіна Мюллер      | Агнеш Савай Владіміра Угліржова       | 5–7, 2–6           |

## Фінали ITF
| турніри $100,000 |
| турніри $75,000  |
| турніри $50,000  |
| турніри $25,000  |
| турніри $10,000  |

### Одиночний розряд: 12 (6–6)
| Результат | Ранг | Дата              | Турнір                                  | Покриття   | Суперниця           | Рахунок            |
| --------- | ---- | ----------------- | --------------------------------------- | ---------- | ------------------- | ------------------ |
| Перемога  | 1.   | 24 червня 1996    | ITF Бостад, Швеція                      | Ґрунт      | Софія Фінер         | 6–3, 6–3           |
| Перемога  | 2.   | 13 січня 1997     | Гельсінкі, Фінляндія                    | Тверде (i) | Стефані Роттьєр     | 3–6, 6–4, 2–2 ret. |
| Поразка   | 3.   | 12 січня 1998     | Рейк'явік, Ісландія                     | Килим (i)  | Кароліна Яженяк     | 6–7(1), 0–6        |
| Перемога  | 4.   | 22 червня 1998    | Бостад, Швеція                          | Ґрунт      | Марія Перссон       | 6–2, 7–6(4)        |
| Перемога  | 5.   | 19 липня 1999     | Брюссельський столичний регіон, Бельгія | Ґрунт      | Естер Мольнар       | 7–5, 6–0           |
| Перемога  | 6.   | 31 січня 2000     | Майорка, Іспанія                        | Ґрунт      | Паула Гарсія        | 6–1, 2–6, 6–3      |
| Поразка   | 7.   | 31 липня 2000     | Торунь, Польща                          | Ґрунт      | Зузана Ондрашкова   | 0–6, 4–6           |
| Поразка   | 8.   | 18 вересня 2000   | Макарська, Хорватія                     | Ґрунт      | Мервана Югич-Салкич | 4–6, 2–6           |
| Перемога  | 9.   | 14 жовтня 2001    | Макарська, Хорватія                     | Ґрунт      | Домініка Лузарова   | 5–7, 6–3, 7–5      |
| Поразка   | 10.  | 9 вересня 2002    | Пряшів, Словаччина                      | Ґрунт      | Домініка Ноцярова   | 3–6, 5–7           |
| Поразка   | 11.  | 15 вересня 2002   | Тбілісі, Грузія                         | Ґрунт      | Катарина Мишич      | 6–3, 3–6, 1–6      |
| Поразка   | 12.  | 11 листопада 2002 | ITF Пуебла, Мексика                     | Тверде     | Ольга Благотова     | 1–6, 6–4, 6–7(3)   |

### Парний розряд: 87 (55–32)
| Результат | Ранг | Дата              | Турнір                                  | Покриття   | Партнерка           | Суперниці                                  | Рахунок                 |
| --------- | ---- | ----------------- | --------------------------------------- | ---------- | ------------------- | ------------------------------------------ | ----------------------- |
| Поразка   | 1.   | 16 серпня 1993    | ITF Бергіш-Гладбах, Німеччина           | Ґрунт      | Сімона Недоростова  | Моніка Кратохвілова Патрісія Маркова       | 3–6, 2–6                |
| Перемога  | 2.   | 28 серпня 1995    | ITF Масса, Італія                       | Ґрунт      | Сабіне Радевіцова   | Інгрід Курта Мартіне Воссенберґ            | 6–2, 6–4                |
| Перемога  | 3.   | 18 вересня 1995   | ITF Клуж-Напока, Румунія                | Ґрунт      | Сабіне Радевіцова   | Ольга Благотова Алена Гаврлікова           | 6–3, 3–6, 6–2           |
| Поразка   | 4.   | 25 березня 1996   | Макарська, Хорватія                     | Ґрунт      | Сімона Недоростова  | Міхаела Гасанова Мартіна Неделькова        | 3–6, 3–6                |
| Перемога  | 5.   | 19 серпня 1996    | Валашке Мезиржичі, Чехія                | Ґрунт      | Сабіне Радевіцова   | Зузана Валекова Людмила Черванова          | 4–6, 6–4, 6–4           |
| Поразка   | 6.   | 2 грудня 1996     | Острава, Чехія                          | Килим (i)  | Сабіне Радевіцова   | Анґела Бюрґіс Нікола Губнерова             | 6–1, 6–7(3), 1–6        |
| Перемога  | 7.   | 13 січня 1997     | Гельсінкі, Фінляндія                    | Тверде (i) | Ольга Благотова     | Майке Каутстал Анна Лінкова                | 6–2, 6–1                |
| Перемога  | 8.   | 16 червня 1997    | Докси (Чеська Липа), Чехія              | Ґрунт      | Яна Мацурова        | Катержина Крупова-Шишкова Яна Ондроухова   | 6–2, 6–2                |
| Поразка   | 9.   | 12 січня 1998     | Рейк'явік, Ісландія                     | Килим (i)  | Ольга Благотова     | Кім Кілсдонк Йоланда Менс                  | 4–6, 7–5, 5–7           |
| Поразка   | 10.  | 19 січня 1998     | Бостад, Швеція                          | Тверде (i) | Міхаела Паштікова   | Шарлотте Оґор Майкен Папе                  | 6–7(5), 3–6             |
| Перемога  | 11.  | 2 лютого 1998     | Стамбул, Туреччина                      | Килим (i)  | Адрієнн Хегюдюш     | Ольга Благотова Гана Шромова               | 6–4, 4–6, 6–2           |
| Поразка   | 12.  | 30 березня 1998   | Афіни, Греція                           | Ґрунт      | Яна Мацурова        | Мілена Неквапілова Гана Шромова            | 3–6, 5–7                |
| Поразка   | 13.  | 22 червня 1998    | Бостад, Швеція                          | Ґрунт      | Гелена Фремутова    | Єнні Ліндстрем Анна-Карін Свенссон         | 6–7(1), 3–6             |
| Поразка   | 14.  | 27 липня 1998     | Bella Cup Torun, Польща                 | Ґрунт      | Петра Плачкова      | Ольга Благотова Яна Мацурова               | 6–7(2), 0–6             |
| Поразка   | 15.  | 24 серпня 1998    | Пльзень, Чехія                          | Ґрунт      | Вероніка Раймрова   | Ольга Благотова Яна Мацурова               | 6–1, 2–6, 1–6           |
| Поразка   | 16.  | 11 січня 1999     | Маямі, США                              | Тверде     | Ольга Благотова     | Катарина Среботнік Зузана Валекова         | 6–4, 4–6, 5–7           |
| Перемога  | 17.  | 22 лютого 1999    | Фару, Португалія                        | Тверде     | Ольга Благотова     | Маріна Ескобар Деббі Гак                   | 6–2, 3–6, 6–4           |
| Перемога  | 18.  | 1 березня 1999    | Албуфейра, Португалія                   | Тверде     | Ольга Благотова     | Ніно Луарсабішвілі Крістіна Тріска         | 6–3, 6–2                |
| Перемога  | 19.  | 5 квітня 1999     | Макарська, Хорватія                     | Ґрунт      | Ольга Благотова     | Грета Арн Петра Мандула                    | 0–6, 6–3, 7–6(3)        |
| Поразка   | 20.  | 12 квітня 1999    | Хвар, Хорватія                          | Ґрунт      | Петра Рацлавська    | Естер Брунн Ясмін Гальбауер                | 2–6, 3–6                |
| Перемога  | 21.  | 7 червня 1999     | Докси (Чеська Липа), Чехія              | Ґрунт      | Мілена Неквапілова  | Рошелл Розенфілд Анна Бєлень-Жарська       | 2–6, 6–3, 6–4           |
| Перемога  | 22.  | 19 липня 1999     | Брюссельський столичний регіон, Бельгія | Ґрунт      | Ольга Благотова     | Андреа Шебова Сілвія Урічкова              | 6–3, 6–0                |
| Перемога  | 23.  | 2 серпня 1999     | Bella Cup Toruń, Польща                 | Ґрунт      | Петра Кучова        | Патрицья Бандуровська Ванеса Краут         | 6–4, 6–3                |
| Перемога  | 24.  | 16 серпня 1999    | Валашке Мезиржичі, Чехія                | Ґрунт      | Петра Кучова        | Лібуше Прушова Анна Бєлень-Жарська         | 7–5, 2–6, 6–3           |
| Перемога  | 25.  | 27 серпня 1999    | Ф'юмічіно, Італія                       | Ґрунт      | Ольга Благотова     | Штефані Гайднер Каталін Мішкольці          | 6–3, 6–3                |
| Перемога  | 26.  | 11 жовтня 1999    | Пльзень, Чехія                          | Ґрунт      | Ольга Благотова     | Алена Пауленкова Магдалена Зденовкова      | 6–1, 6–2                |
| Поразка   | 27.  | 25 жовтня 1999    | Мінськ, Білорусь                        | Килим (i)  | Яна Мацурова        | Тетяна Пучек Марина Стець                  | 4–6, 2–6                |
| Перемога  | 28.  | 8 листопада 1999  | Ступава, Словаччина                     | Тверде (i) | Гана Шромова        | Алена Пауленкова Радка Зрубакова           | 6–1, 6–0                |
| Перемога  | 29.  | 15 листопада 1999 | Шлірен, Швейцарія                       | Килим (i)  | Ольга Благотова     | Гана Шромова Гелена Вілдова                | 6–2, 4–6, 7–5           |
| Перемога  | 30.  | 22 листопада 1999 | Майорка, Іспанія                        | Ґрунт      | Петра Кучова        | Патрісія Азнар Йоланда Клемот              | 6–0, 6–3                |
| Перемога  | 31.  | 29 листопада 1999 | Майорка, Іспанія                        | Ґрунт      | Петра Кучова        | Беатріс Кабрера Росендо Гелена Еєсон       | 6–0, 7–5                |
| Поразка   | 32.  | 10 січня 2000     | Бока-Ратон, США                         | Тверде     | Ольга Благотова     | Іноуе Майко Лі Тін                         | 6–4, 2–6, 3–6           |
| Перемога  | 33.  | 7 лютого 2000     | Майорка, Іспанія                        | Ґрунт      | Яна Мацурова        | Алена Пауленкова Андреа Шебова             | 6–2, 6–1                |
| Перемога  | 34.  | 13 березня 2000   | Лісабон, Португалія                     | Ґрунт      | Ольга Благотова     | Катерина Кожокіна Марина Самойленко        | 6–1, 6–0                |
| Поразка   | 35.  | 3 квітня 2000     | Макарська, Хорватія                     | Ґрунт      | Петра Кучова        | Інґа Альберс Наташа Ґалауза                | 1–6, 2–6                |
| Поразка   | 36.  | 31 липня 2000     | Bella Cup Toruń, Польща                 | Ґрунт      | Яна Мацурова        | Івета Бенешова Ленка Новотна               | 1–6, 4–6                |
| Поразка   | 37.  | 9 жовтня 2000     | Пльзень, Чехія                          | Ґрунт (i)  | Алена Вашкова       | Ева Крейчова Гелена Вілдова                | 3–5, 1–4, 2–4           |
| Поразка   | 38.  | 13 листопада 2000 | Ступава, Словаччина                     | Тверде (i) | Ольга Благотова     | Зузі Бенш Штефані Вайс                     | 1–4, 4–5(2), 3–5        |
| Перемога  | 39.  | 27 листопада 2000 | Майорка, Іспанія                        | Ґрунт      | Ленка Новотна       | Еріка Краут Ванеса Краут                   | 4–1, 4–2, 5–3           |
| Перемога  | 40.  | 11 грудня 2000    | Майорка, Іспанія                        | Ґрунт      | Ольга Благотова     | Івета Бенешова Ленка Новотна               | 5–3, 2–4, 0–4, 4–1, 4–2 |
| Перемога  | 41.  | 12 лютого 2001    | Фару, Португалія                        | Тверде     | Ольга Благотова     | Даніела Клеменшиц Сандра Клеменшиц         | 6–0, 6–2                |
| Перемога  | 42.  | 2 квітня 2001     | Макарська, Хорватія                     | Ґрунт      | Петра Кучова        | Зузана Гейдова Мервана Югич-Салкич         | 1–6, 6–2, 6–3           |
| Перемога  | 43.  | 16 квітня 2001    | Хвар, Хорватія                          | Ґрунт      | Петра Кучова        | Наташа Ґалауза Лотті Селен                 | 3–6, 6–1, 6–3           |
| Перемога  | 44.  | 30 квітня 2001    | Нітра, Словаччина                       | Ґрунт      | Петра Кучова        | Крістіна Міхалакова Катарина Кашликова     | 6–4, 6–0                |
| Поразка   | 45.  | 28 травня 2001    | Докси (Чеська Липа), Чехія              | Ґрунт      | Ольга Благотова     | Мілена Неквапілова Гана Шромова            | 6–2, 4–6, 1–6           |
| Поразка   | 46.  | 10 липня 2001     | Bella Cup Torun, Польща                 | Ґрунт      | Ленка Новотна       | Бланка Кумбарова Петра Кучова              | 6–7(5), 3–6             |
| Перемога  | 47.  | 21 серпня 2001    | Марибор, Словенія                       | Ґрунт      | Ольга Благотова     | Катарина Мишич Маріам Рамон Клімент        | 6–2, 6–2                |
| Поразка   | 48.  | 27 серпня 2001    | Бад-Заульгау, Німеччина                 | Ґрунт      | Ленка Новотна       | Рената Кучерова Зузана Кучова              | w/o                     |
| Перемога  | 49.  | 1 жовтня 2001     | Пльзень, Чехія                          | Ґрунт      | Ольга Благотова     | Даніела Клеменшиц Сандра Клеменшиц         | 6–2, 6–3                |
| Перемога  | 50.  | 8 жовтня 2001     | Макарська, Хорватія                     | Ґрунт      | Домініка Лузарова   | Ленка Новотна Павліна Тиха                 | 6–2, 7–5                |
| Перемога  | 51.  | 3 грудня 2001     | Прага, Чехія                            | Килим (i)  | Ольга Благотова     | Рената Кучерова Зузана Гейдова             | 6–2, 6–3                |
| Поразка   | 52.  | 25 лютого 2002    | Албуфейра, Португалія                   | Тверде     | Домініка Дьєшкова   | Наташа Ґалауза Сусанне Трік                | 1–6, 5–7                |
| Перемога  | 53.  | 17 березня 2002   | Шоле, Франція                           | Ґрунт      | Кароліне Мас        | Леслі Буткевіч Патті ван Аккер             | 4–1 ret.                |
| Поразка   | 54.  | 13 травня 2002    | Щецин, Польща                           | Ґрунт      | Ольга Благотова     | Мілагрос Секера Ванесса Вебб               | 7–6(5), 5–7, 3–6        |
| Перемога  | 55.  | 21 травня 2002    | Рієка, Хорватія                         | Ґрунт      | Домініка Лузарова   | Івонн Мойсбургер Дженні Ціка               | 6–3, 3–6, 6–3           |
| Перемога  | 56.  | 10 червня 2002    | Вадуц, Ліхтенштейн                      | Ґрунт      | Ольга Благотова     | Євгенія Савранська Штефані Вайс            | 7–5, 6–1                |
| Поразка   | 57.  | 22 липня 2002     | Чеський Крумлов, Чехія                  | Ґрунт      | Мілена Неквапілова  | Тіна Герголд Каталін Мароші                | 6–7(2), 5–7             |
| Перемога  | 58.  | 30 липня 2002     | Бад-Заульгау, Німеччина                 | Ґрунт      | Бланка Кумбарова    | Яна Мацурова Ленка Новотна                 | 6–2, 6–0                |
| Перемога  | 59.  | 18 серпня 2002    | Валашке Мезиржичі, Чехія                | Ґрунт      | Рената Кучерова     | Мілена Неквапілова Гана Шромова            | 6–4, 6–1                |
| Перемога  | 60.  | 2 вересня 2002    | Денен, Франція                          | Ґрунт      | Ольга Благотова     | Юлія Бейгельзимер Клодін Шоль              | 6–3, 6–0                |
| Перемога  | 61.  | 15 вересня 2002   | Тбілісі, Грузія                         | Ґрунт      | Ева Бірнерова       | Гульнара Фаттахетдінова Марія Кондратьєва  | 6–4, 6–0                |
| Перемога  | 62.  | 29 вересня 2002   | Тренчанське Теплиці, Словаччина         | Ґрунт      | Яна Мацурова        | Мілена Неквапілова Гана Шромова            | 2–1 ret                 |
| Поразка   | 63.  | 21 жовтня 2002    | Ополе, Польща                           | Килим (i)  | Ольга Благотова     | Ева Мартінцова Магдалена Зденовкова        | 5–7, 6–7(5)             |
| Перемога  | 64.  | 11 листопада 2002 | Пуебла, Мексика                         | Тверде     | Ольга Благотова     | Хорхеліна Краверо Мелісса Торрес Сандоваль | 6–1, 4–6, 7–6(4)        |
| Перемога  | 65.  | 18 листопада 2002 | Мехіко, Мексика                         | Тверде     | Ольга Благотова     | Тіна Герголд Ванесса Вебб                  | 3–6, 6–3, 6–4           |
| Поразка   | 66.  | 27 січня 2003     | Ортізеї, Італія                         | Килим (i)  | Ольга Благотова     | Ванесса Генке Клодін Шоль                  | 1–6, 2–6                |
| Перемога  | 67.  | 7 квітня 2003     | Дінан (Кот-д'Армор), Франція            | Ґрунт (i)  | Міхаела Паштікова   | Гульнара Фаттахетдінова Галина Фокіна      | 1–6, 6–2, 6–3           |
| Перемога  | 68.  | 21 квітня 2003    | Хвар, Хорватія                          | Ґрунт (i)  | Яна Мацурова        | Іпек Шенолу Владіміра Угліржова            | 6–4, 3–6, 6–1           |
| Перемога  | 69.  | 20 жовтня 2003    | Ополе, Польща                           | Килим (i)  | Ольга Благотова     | Зузана Гейдова Гана Шромова                | 6–4, 6–3                |
| Перемога  | 70.  | 2 листопада 2003  | Мумбаї, Індія                           | Тверде     | Гана Шромова        | Рушмі Чакравартхі Сай Джаялакшмі Джаярам   | 6–1, 6–1                |
| Поразка   | 71.  | 25 листопада 2003 | Прага, Чехія                            | Килим (i)  | Ольга Благотова     | Мервана Югич-Салкич Дарія Юрак             | 5–7, 7–6(6), 3–6        |
| Перемога  | 72.  | 26 січня 2004     | Бельфор, Франція                        | Тверде (i) | Ольга Благотова     | Кім Кілсдонк Софі Лефевр                   | 6–3, 6–2                |
| Перемога  | 73.  | 2 лютого 2004     | Ортізеї, Італія                         | Килим (i)  | Ольга Благотова     | Любомира Бачева Анжеліка Реш               | 6–1, 6–3                |
| Поразка   | 74.  | 17 лютого 2004    | Редбрідж, Велика Британія               | Тверде (i) | Ольга Благотова     | Клер Каррен Кім Кілсдонк                   | 3–6, 6–3, 6–7(10)       |
| Перемога  | 75.  | 5 липня 2004      | Торунь, Польща                          | Ґрунт      | Кіра Надь           | Анджелік Кербер Марта Лесьняк              | 6–4, 7–6(2)             |
| Перемога  | 76.  | 19 липня 2004     | Ле-Контамін-Монжуа, Франція             | Тверде     | Каролін Денін       | Еві Домінікович Ріта Куті-Кіш              | 6–4, 6–3                |
| Перемога  | 77.  | 26 липня 2004     | Модена, Італія                          | Ґрунт      | Міхаела Паштікова   | Любомира Бачева Ева Бірнерова              | 6–2, 6–3                |
| Перемога  | 78.  | 15 листопада 2004 | Прага, Чехія                            | Тверде (i) | Міхаела Паштікова   | Луціє Градецька Сандра Клейнова            | 6–3, 6–3                |
| Поразка   | 79.  | 23 листопада 2004 | Пуатьє, Франція                         | Тверде (i) | Міхаела Паштікова   | Стефані Коен-Алоро Селіма Сфар             | 5–7, 4–6                |
| Перемога  | 80.  | 28 червня 2005    | Фано, Італія                            | Ґрунт      | Міхаела Паштікова   | Штефані Гайднер Валентіна Сульпіціо        | 6–2, 6–0                |
| Поразка   | 81.  | 22 листопада 2005 | Ополе, Польща                           | Килим (i)  | Луціє Градецька     | Тімеа Бачинскі Надія Островська            | 4–6, 6–7(5)             |
| Перемога  | 82.  | 5 грудня 2005     | Пршеров, Чехія                          | Килим (i)  | Луціє Градецька     | Грета Арн Маргіт Рйтель                    | 3–6, 6–4, 6–4           |
| Перемога  | 83.  | 13 грудня 2005    | Дубай, ОАЕ                              | Тверде     | Гана Шромова        | Катерина Макарова Ольга Панова             | 7–5, 6–4                |
| Перемога  | 84.  | 14 серпня 2006    | Ріміні, Італія                          | Ґрунт      | Мервана Югич-Салкич | Катерина Деголевич Катерина Лопес          | 6–3, 1–6, 6–2           |
| Поразка   | 85.  | 3 грудня 2007     | ITF Пршеров, Чехія                      | Тверде (i) | Міхаела Паштікова   | Вероніка Хвойкова Катержина Ванькова       | 6–3, 4–6 [10–12]        |
| Поразка   | 86.  | 17 листопада 2008 | ITF Оденсе, Данія                       | Килим (i)  | Мервана Югич-Салкич | Сара Борвелл Кортні Негл                   | 4–6, 4–6                |
| Поразка   | 87.  | 23 листопада 2014 | ITF Завада, Польща                      | Килим (i)  | Кароліна Мухова     | Ангеліна Калініна Анна Шкудун              | 0–6, 6–7(3)             |

## Досягнення в парному розряді
| W | Ф | ПФ | ЧФ | #Р | КТ | К# | DNQ | A | NH |

| Турнір                                 | 2003 | 2004 | 2005 | 2006 | 2007 | 2008 | Career W-L |
| -------------------------------------- | ---- | ---- | ---- | ---- | ---- | ---- | ---------- |
| Відкритий чемпіонат Австралії з тенісу |      |      | ПФ   | 1р   | 1р   | 2р   | 5–4        |
| Відкритий чемпіонат Франції з тенісу   |      | 1р   | 2р   | 1р   | 2р   | 1р   | 2–5        |
| Вімблдонський турнір                   |      | 1р   | 2р   | 1р   | 1р   | 1р   | 1–5        |
| Відкритий чемпіонат США з тенісу       | 1р   | 1р   |      | 1р   | 1р   | 1р   | 0–5        |
| В-П                                    | 0–1  | 0–3  | 6–3  | 0–4  | 1–4  | 1–4  | 8–19       |